# Лопес Каро, Хуан Рамон
Хуан Рамон Лопес Каро (исп. Juan Ramón López Caro; 23 марта 1963, Лебриха, Испания) — испанский футбольный тренер.

## Карьера
Родился в Лебрихе, провинция Севилья, Андалусия. Начал работать тренером в 1992 году, в клубе своего родного города. Его первая работа на профессиональном уровне была в сезоне 1998/99, поскольку он возглавлял клуб «Мелилья», завершивший сезон на первой позиции в Сегунде Б, хоть и без участия тренера в раунде плей-офф.
Подписал контракт с «Реал Мадридом» в 2001 году, покинув «Мальорку B» в середине года. Он стал руководить мадридской «Кастильей», вместе с которой завоевал путевку в Сегунду в 2005 году.